# Pinot and Rock
Pinot and Rock ist ein seit 2024 stattfindendes Rock-, Pop- und Hardrock-Festival. Laut Veranstalter verbindet das Festival nationale und internationale Stars mit Kulinarik und Weinkunst am Kaiserstuhl. Veranstaltungsort ist der Fritz-Schanno-Park in Breisach am Rhein.

## Pinot and Rock 2024
Das Pinot and Rock des Jahres 2024 fand vom 4. bis zum 7. Juli statt. Es kamen etwa 34.000 Zuschauer. Neben den Top Acts Die Fantastischen Vier, Peter Fox und den Scorpions traten auf: Aisha Vibes, Alice Cooper, Alli Neumann, Bahar, Black Sea Dahu, Fisherman’s Fall, Jannik Freestyle, Joris, King Kong Kicks, Milky Chance, NESS, Nico Santos, Oceansides, Paula Dalla Corte, Ralf Hartmann & Band, Rosaly, Sarah Bugar, Sarah Connor, Schorl3, Suzi Quatro, The Astronaut & The Fox, The Common Carpets, Tulpe, Zartmann.

## Pinot and Rock 2025
Pinot and Rock 2025 wird vom 2. bis zum 6. Juli stattfinden. Angekündigt sind Snow Patrol, Travis, Lynyrd Skynyrd, Melissa Etheridge, Sportfreunde Stiller, Jan Delay & Disko No. 1, Álvaro Soler, Montez, Max Herre & Joy Denalane, ClockClock, No Angels, Juli, Stefanie Heinzmann, Selig, 1986zig, Hava, Kaz Hawkins, Oimara mit Bande, Tom Twers, Dikka, Ness, Raum27, Ronis Goliath, Lena & Linus, Madeline Juno, Bac, Jannik Freestyle.